# Tipula aurita
Tipula aurita är en tvåvingeart som beskrevs av Riedel 1920. Tipula aurita ingår i släktet Tipula och familjen storharkrankar. Inga underarter finns listade i Catalogue of Life.